# マースデン (小惑星)
マースデン (1877 Marsden) は小惑星帯の外縁部に位置する小惑星。アメリカ合衆国サンディエゴのパロマー天文台で、トム・ゲーレルスによって発見された。
イギリスの天文学者で、生涯で数多くの小惑星や彗星を再発見したブライアン・マースデンに因んで命名された。